# Estação Sagrado Corazón
A Estação Sagrado Corazón é uma das estações do Trem Urbano de San Juan, situada em San Juan, seguida da Estação Hato Rey. Administrada pela Alternate Concepts Inc., é uma das estações terminais do sistema. 
Foi inaugurada em 17 de dezembro de 2004. Localiza-se no cruzamento da Avenida Manuel Fernández Juncos com a Rua Haydee Rexach. Atende o bairro de Santurce.